# Snap!
Snap! ist ein 1989 in Deutschland gegründetes Eurodance- und Trance-Projekt der Frankfurter Produzenten Michael Münzing und Luca Anzilotti (vorher bekannt als 16 BIT und gemeinsam mit Sven Väth als OFF).
Mit ihrem ersten Studioalbum The Power gelang ihnen im Frühjahr 1990 ein internationaler Hit, der Elemente aus Hip-Hop und Dance kombinierte. Es folgten weitere Hitsingles wie Ooops Up (1990), Rhythm Is a Dancer (1992) und Welcome to Tomorrow (Are You Ready?) (1994). Das Projekt verkaufte ca. 13 Millionen Tonträger und seine Produzenten gehören zu den kommerziell erfolgreichsten Künstlern im Eurodance.
Nachdem sich Münzing und Anzilotti ab 1996 mehr trancigen Soundlandschaften zugewandt hatten, blieben weitere Erfolge außerhalb Deutschlands aus.

## Geschichte
Das Studioprojekt Snap!, bestehend aus den Musikproduzenten Benito Benites (Michael Münzing) und John Virgo Garrett III (Luca Anzilotti), benannte sich nach einer Funktion in einem Sequencer-Programm. Münzing und Anzilotti galten zu dieser Zeit als Begründer des Eurodance, weil sie amerikanischen Dancemusik-Produzenten erfolgreich Konkurrenz machten.
Der erste Titel und Nummer-eins-Hit von Snap!, The Power, war in der Ursprungsversion ein Plagiat. Das Lied, eine Mischung aus House- und Hip-Hop-Elementen, enthielt einige unerlaubt verwendete Elemente aus dem Schlagzeug-Loop von King of the Beats von Mantronix, dem Rap Let the Words Flow von Chill Rob G und der Classic Line I’ve Got the Power aus Love’s Gonna Get You von Jocelyn Brown. Zunächst durften Münzing und Anzilotti den Titel nicht herausbringen – alle Kopien wurden eingestampft und eine neue Version mit dem Rapper Turbo B. wurde aufgenommen.
Auch das Logo von Snap!, die schnippende Hand, ist eine Kopie des Logos des amerikanischen Labels Stax Records, auf dem in den 1970er-Jahren Acts wie Otis Redding, Isaac Hayes und die BarKays erschienen.

### Zusammensetzung und Erfolge
Anfangs war der Rapper Turbo B. (* 30. April 1967 in Pittsburgh/Pennsylvania; bürgerlich: Durron Maurice Butler) das Gesicht von Snap! und trat mit den stets wechselnden Sängerinnen als „Frontman“ der Formation auf, obwohl gerade diese mit ihren ausdrucksstarken Stimmen wesentlich zum Erfolg des Projektes beitrugen. So waren anfangs Jackie Harris, Penny Ford und, bei Rhythm Is a Dancer, Thea Austin (* 10. Juni 1967) zu hören. Der Song basiert mit seiner Hauptmelodie auf dem frühen 80er-Jahre-Song Auto-Man von Newcleus, einer Electronic-Hip-Hop-Gruppe.
Der Song Money vom Album The Madman’s Return (1992) enthält ebenfalls diese Melodie. Für die Singles Exterminate (1992) und Do You See the Light (Looking For) (1993) engagierten Anzilotti und Münzing Niki Haris (* 17. April 1962 in Benton Harbor/Michigan), die als Begleitsängerin von Madonna bekannt geworden war. Für den neuen Sound von Snap!, der ab 1993 eher in Richtung Trance tendierte, wurden von nun an in den Liedern keine Rap-Parts mehr eingebaut, womit Turbo B. als Rapper überflüssig wurde.
Nach Niki Haris wurde Summer (geb. als Paula Brown, * 27. Dezember 1967 in Washington, D.C.) als Sängerin für die meisten Lieder des dritten Albums Welcome to Tomorrow (1994) verpflichtet (Summer hatte zuvor schon bei Plattenaufnahmen von Künstlern wie Paula Abdul oder Snoop Dogg mitgewirkt). Das Titellied schaffte es auf Platz 1 in Frankreich, während es in Deutschland Platz 4 erreichte und zudem Platin erhielt. Summer ist neben Snap! auch an vielen anderen Projekten als Sängerin und Tänzerin beteiligt. Heute lebt sie in Washington, D.C. und ist u. a. am Washingtonballet als Dozentin tätig.

### Comeback

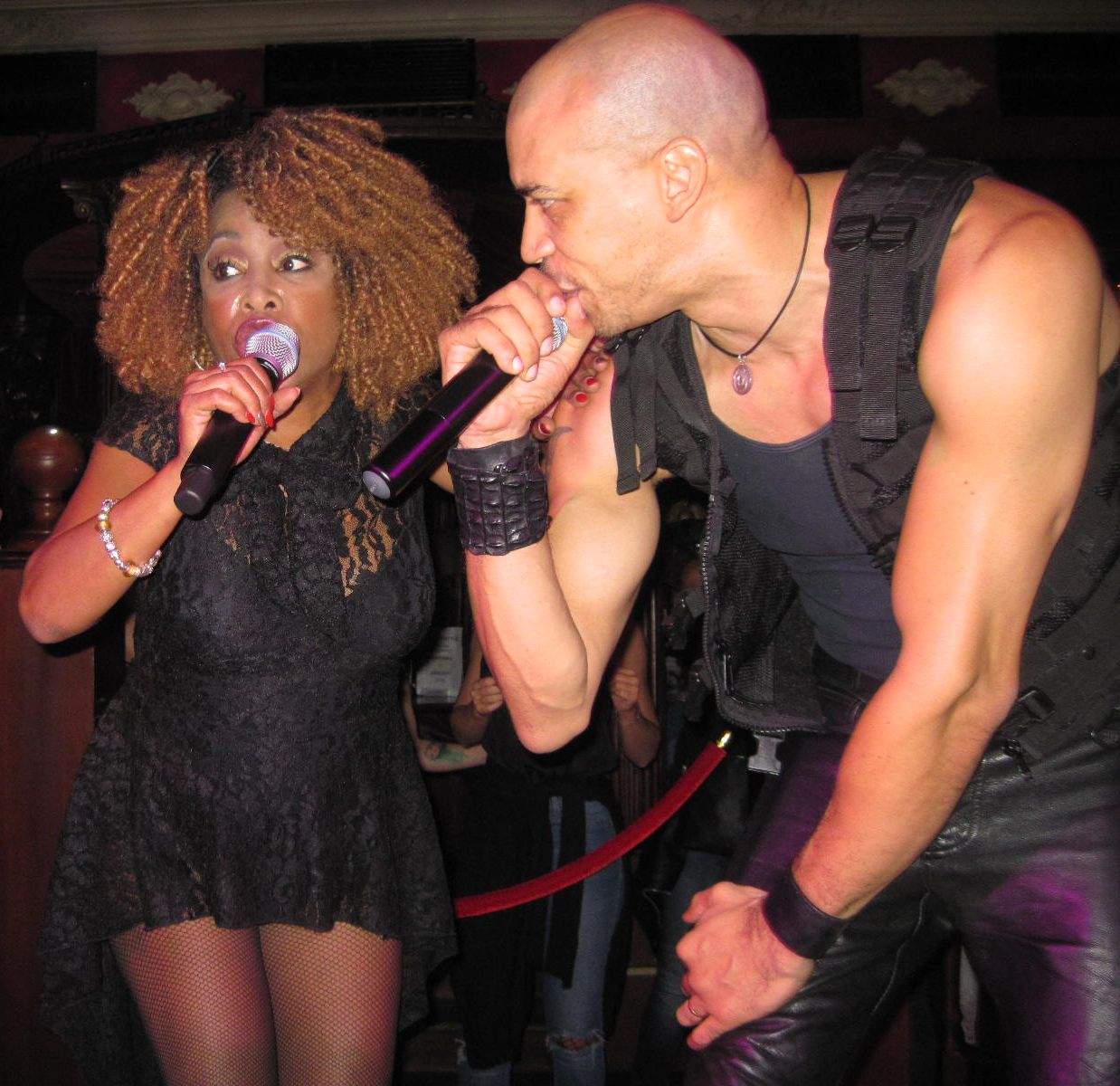
Penny Ford und Rapper Benjamin Lowe alias Stoli bei einem Konzert in Wien, 2017

2000 wurde mit Gimme a Thrill ein Neustart mit Turbo B. und Maxayn versucht. Die Single wurde am 6. Mai 2000 veröffentlicht und erreichte Platz 11 der deutschen Black Music Charts. Das zugehörige Album One Day on Earth wurde nur als Promo von BMG verteilt. Es enthält zehn vollständige Tracks, die stark an alte Lieder erinnern.
Im Frühjahr 2002 kehrte Turbo B. zu Snap! zurück, die mit zeitgemäßen Remixen ihrer alten Hits ein Comeback versuchten. Allerdings waren diese überarbeiteten Fassungen eher zweifelhaft und konnten laut Fans bei weitem nicht an die Originale heranreichen. Trotzdem wurden es Top-10-Hits, etwa The Cult of Noise mit Infernal in Dänemark oder Rhythm Is a Dancer mit CJ Stone in Deutschland.
2005 wurden Lieder für das neue Album in Los Angeles, New York und Frankfurt mit der Sängerin Sarah Martin und Neo-Soul-Sänger Loc aka Damien Behenan aufgenommen; bisher wurde es nicht veröffentlicht. Auch die Vorab-Single Beauty Queen gab es vorab nur für DJs in Deutschland. Immerhin erreichte sie die Top 10 der Deutschen Dance Charts und die Top 30 der US Billboard Dance Charts. Später wurde die Single als Download veröffentlicht, ein Video lief häufiger auf VIVA.
2006 erschienen zwei Vinylmaxis auf dem deutschen Markt. Excited und die Doppel-A-Seite We Want Your Soul / Shake That Ass kamen aus der US-Session 2005 und liefen in den Clubs, ohne jemals regulär oder als Download veröffentlicht zu werden.
Nach wiederum zwei Jahren Sendepause erschien im Mai 2008 Rhythm Is a Dancer im neuen Remixgewand. Erstmals seit fünf Jahren konnten sich Snap! mit der Download-only-Single in den regulären deutschen Charts platzieren. In England gelang gar ein veritabler Hit aufgrund eines Werbespots, der das Lied wieder bekannt machte. Im August 2008 kam Jumping als Download-only-Single heraus, ohne sich platzieren zu können.
Im Oktober 2009 legten Snap!, zunächst nur in England, zum 20-jährigen Bestehen unter dem Titel The Power – Greatest Hits einen weiteren Sampler vor, der alle Erfolge sowie zehn aktuelle Remixes und einen neuen Megamix enthielt. Dieses Album erschien in Deutschland im Mai 2010, begleitet von der Veröffentlichung von Rhythm Is a Dancer 2010, einer Download-Single, die der Sprung in die deutschen Singlecharts gelang.
Seit einigen Jahren tritt Penny Ford zusammen mit einem neuen Rapper als offizielle Formation unter dem Namen Snap! auf. Zudem ist der ehemalige Rapper von Snap!, Turbo B., ebenfalls wieder mit seinen Hits von Snap! auf Tour.

## Diskografie
Studioalben

| Jahr | Titel               | Höchstplatzierung, Gesamtwochen, AuszeichnungChartplatzierungen (Jahr, Titel, Platzierungen, Wochen, Auszeichnungen, Anmerkungen) | Höchstplatzierung, Gesamtwochen, AuszeichnungChartplatzierungen (Jahr, Titel, Platzierungen, Wochen, Auszeichnungen, Anmerkungen) | Höchstplatzierung, Gesamtwochen, AuszeichnungChartplatzierungen (Jahr, Titel, Platzierungen, Wochen, Auszeichnungen, Anmerkungen) | Höchstplatzierung, Gesamtwochen, AuszeichnungChartplatzierungen (Jahr, Titel, Platzierungen, Wochen, Auszeichnungen, Anmerkungen) | Höchstplatzierung, Gesamtwochen, AuszeichnungChartplatzierungen (Jahr, Titel, Platzierungen, Wochen, Auszeichnungen, Anmerkungen) | Anmerkungen                                               |
| Jahr | Titel               | DE | AT | CH | UK | US | Anmerkungen                                               |
| ---- | ------------------- | --- | --- | --- | --- | --- | --------------------------------------------------------- |
| 1990 | World Power         | DE7 Platin · (51 Wo.)DE | AT4 Gold · (39 Wo.)AT | CH4 Platin · (32 Wo.)CH | UK10 Gold · (38 Wo.)UK | US30 Gold · (49 Wo.)US | Erstveröffentlichung: 14. Mai 1990 Verkäufe: + 7.000.000  |
| 1992 | The Madman’s Return | DE3 Gold · (51 Wo.)DE | AT3 Gold · (32 Wo.)AT | CH7 Platin · (22 Wo.)CH | UK8 Gold · (15 Wo.)UK | US121 (20 Wo.)US | Erstveröffentlichung: 2. Februar 1992 Verkäufe: + 760.000 |
| 1994 | Welcome to Tomorrow | DE10 (18 Wo.)DE | AT15 (6 Wo.)AT | CH10 (7 Wo.)CH | UK69 (2 Wo.)UK | — | Erstveröffentlichung: 25. September 1994                  |

## Auszeichnungen
Echo
- 1993: in der Kategorie Single National/International (Rhythm Is a Dancer)